# Vườn quốc gia Quần đảo Kerama
Vườn quốc gia Quần đảo Kerama (慶良間諸島国立公園 Kerama shoto Kokuritsu Koen ?) là một vườn quốc gia ở tỉnh Okinawa, Nhật Bản. Được thành lập vào năm 2014, nó bảo vệ khu vực quần đảo Kerama và xung quanh. Vườn quốc gia có diện tích 3.520 ha (8.700 Mẫu Anh) tại các thành phố Tokashiki và Zamami cùng với diện tích 90.475 ha (223.570 Mẫu Anh) của vùng biển xung quanh. Quần đảo Kerama trước đây hình thành một phần của Khu bảo tồn Vườn quốc gia Biển Okinawa.